# Condat-sur-Ganaveix
Pour les articles homonymes, voir Condat.
Condat-sur-Ganaveix est une commune française située dans le département de la Corrèze en région Nouvelle-Aquitaine.
Ses habitants sont appelés les Condatois.

## Géographie

### Localisation
Condat-sur-Ganaveix est située au centre-ouest de la France, en bordure ouest du Massif central.
La commune est traversée par huit ruisseaux. Les principaux sont : le Bradascou, le ruisseau des Forges et le Ganaveix d'où elle tire son nom.
Condat-sur-Ganaveix est à 5 km au nord-est d’Uzerche, à 30 km au nord-ouest de la préfecture Tulle et à 35 km au nord de Brive-la-Gaillarde.

### Communes limitrophes
Les communes limitrophes sont Eyburie, Salon-la-Tour, Uzerche, Meilhards, Lamongerie, Espartignac et Les Trois-Saints.
| Salon la Tour        | Lamongerie          | Meilhards |
|                      | Condat-sur-Ganaveix | Eyburie   |
| Saint-Ybard, Uzerche | Espartignac         |           |

### Géologie et relief
Le territoire de la commune, qui s'étend sur 3 752 ha, est vallonné, recouvert de bocages, de bois et bosquets.
Condat-sur-Ganaveix, comme l’ensemble du canton d’Uzerche, est assis sur un sol essentiellement composé de gneiss.

### Hydrographie
La commune est parcourue par 8 ruisseaux, :
- le ruisseau de Lamongerie et le ruisseau des Pins, affluents du ruisseau des Forges ;
- le Ganaveix, le ruisseau des Forges, le ruisseau de la Forêt, le ruisseau du Merle et le ruisseau de Vialle, affluents du Bradascou ;
- le Bradascou, affluent de la Vézère.

### Climat
Pour des articles plus généraux, voir Climat de la Nouvelle-Aquitaine et Climat de la Corrèze.
Historiquement, la commune est exposée à un climat océanique limousin.  
En 2020, Météo-France publie une typologie des climats de la France métropolitaine dans laquelle la commune est dans une zone de transition entre le climat océanique altéré et le climat de montagne et est dans la région climatique Ouest et nord-ouest du Massif Central, caractérisée par une pluviométrie annuelle de 900 à 1 500 mm, maximale en automne et en hiver.
Pour la période 1971-2000, la température annuelle moyenne est de 11,1 °C, avec  une amplitude thermique annuelle de 14,9 °C. Le cumul annuel moyen de précipitations est de 1 193 mm, avec 12,7 jours de précipitations en janvier et 8,1 jours en juillet. Pour la période 1991-2020, la température moyenne annuelle observée sur la station météorologique la plus proche, située sur la commune d'Uzerche à 5 km à vol d'oiseau, est de 12,1 °C et le cumul annuel moyen de précipitations est de 1 097,9 mm,. Pour l'avenir, les paramètres climatiques de la commune estimés pour 2050 selon différents scénarios d’émission de gaz à effet de serre sont consultables sur un site dédié publié par Météo-France en novembre 2022.

## Urbanisme

### Typologie
Au 1er janvier 2024, Condat-sur-Ganaveix est catégorisée commune rurale à habitat très dispersé, selon la nouvelle grille communale de densité à 7 niveaux définie par l'Insee en 2022.
Elle est située hors unité urbaine. Par ailleurs la commune fait partie de l'aire d'attraction d'Uzerche, dont elle est une commune de la couronne,. Cette aire, qui regroupe 8 communes, est catégorisée dans les aires de moins de 50 000 habitants,.

### Occupation des sols
L'occupation des sols de la commune, telle qu'elle ressort de la base de données européenne d’occupation biophysique des sols Corine Land Cover (CLC), est marquée par l'importance des territoires agricoles (78,1 % en 2018), en augmentation par rapport à 1990 (75,7 %). La répartition détaillée en 2018 est la suivante : 
prairies (46,9 %), zones agricoles hétérogènes (31,2 %), forêts (21,9 %).
L'évolution de l’occupation des sols de la commune et de ses infrastructures peut être observée sur les différentes représentations cartographiques du territoire : la carte de Cassini (XVIIIe siècle), la carte d'état-major (1820-1866) et les cartes ou photos aériennes de l'IGN pour la période actuelle (1950 à aujourd'hui).

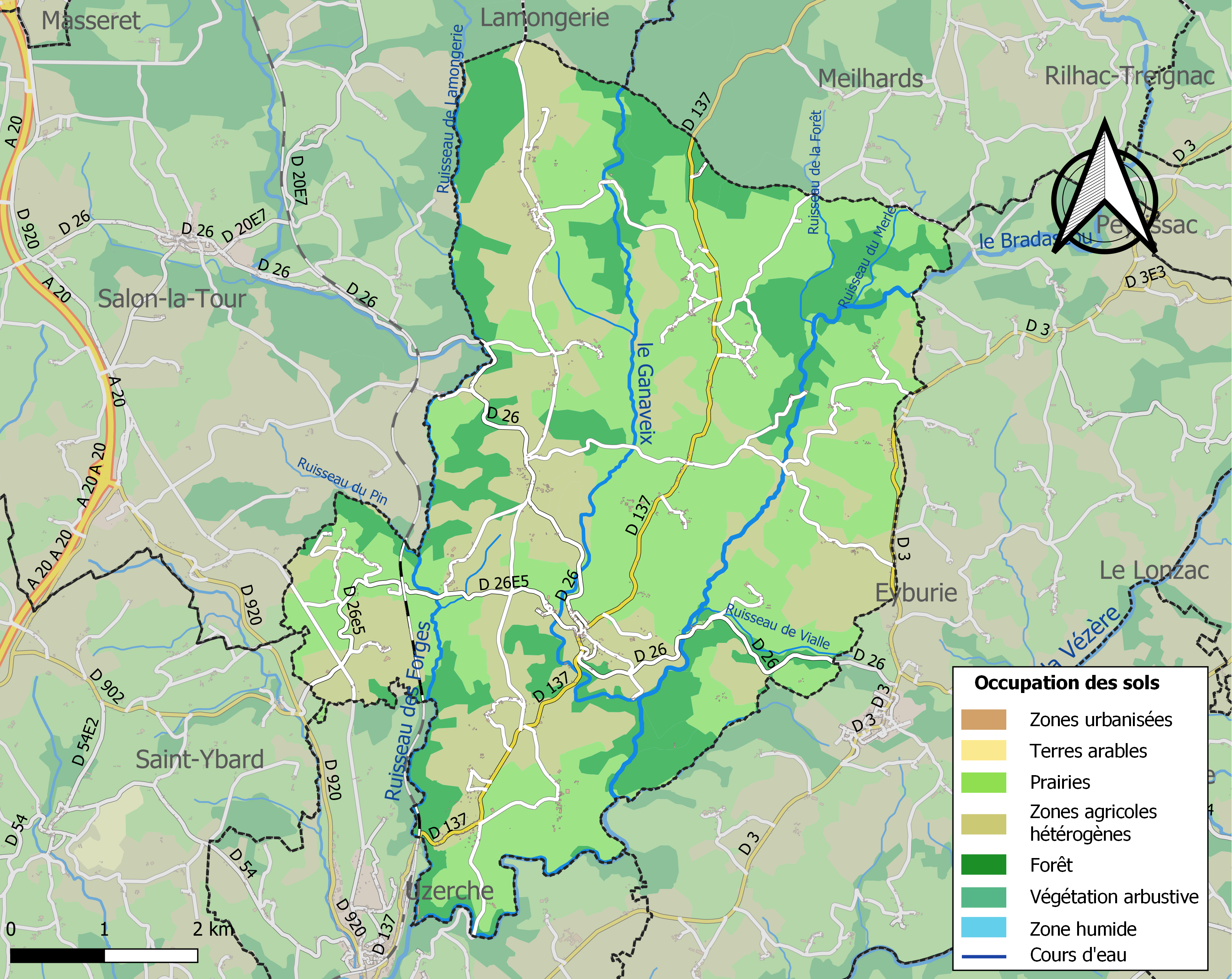
Carte des infrastructures et de l'occupation des sols de la commune en 2018 (CLC).

### Voies de communication et transports
Pour accéder à Condat-sur-Ganaveix par la route, emprunter la sortie 44 de l’autoroute A20, puis suivre la D 3.
L’accès en train le plus proche est la gare ferroviaire d’Uzerche à 4 km (voir Gare d'Uzerche).
Les aéroports sont ceux de Limoges-Bellegarde (70 km) et de Brive-Vallée de la Dordogne (45 km).

### Risques majeurs
Le territoire de la commune de Condat-sur-Ganaveix est vulnérable à différents aléas naturels : météorologiques (tempête, orage, neige, grand froid, canicule ou sécheresse), feux de forêts et séisme (sismicité très faible). Il est également exposé à un risque technologique, le transport de matières dangereuses, et à un risque particulier : le risque de radon. Un site publié par le BRGM permet d'évaluer simplement et rapidement les risques d'un bien localisé soit par son adresse soit par le numéro de sa parcelle.

#### Risques naturels

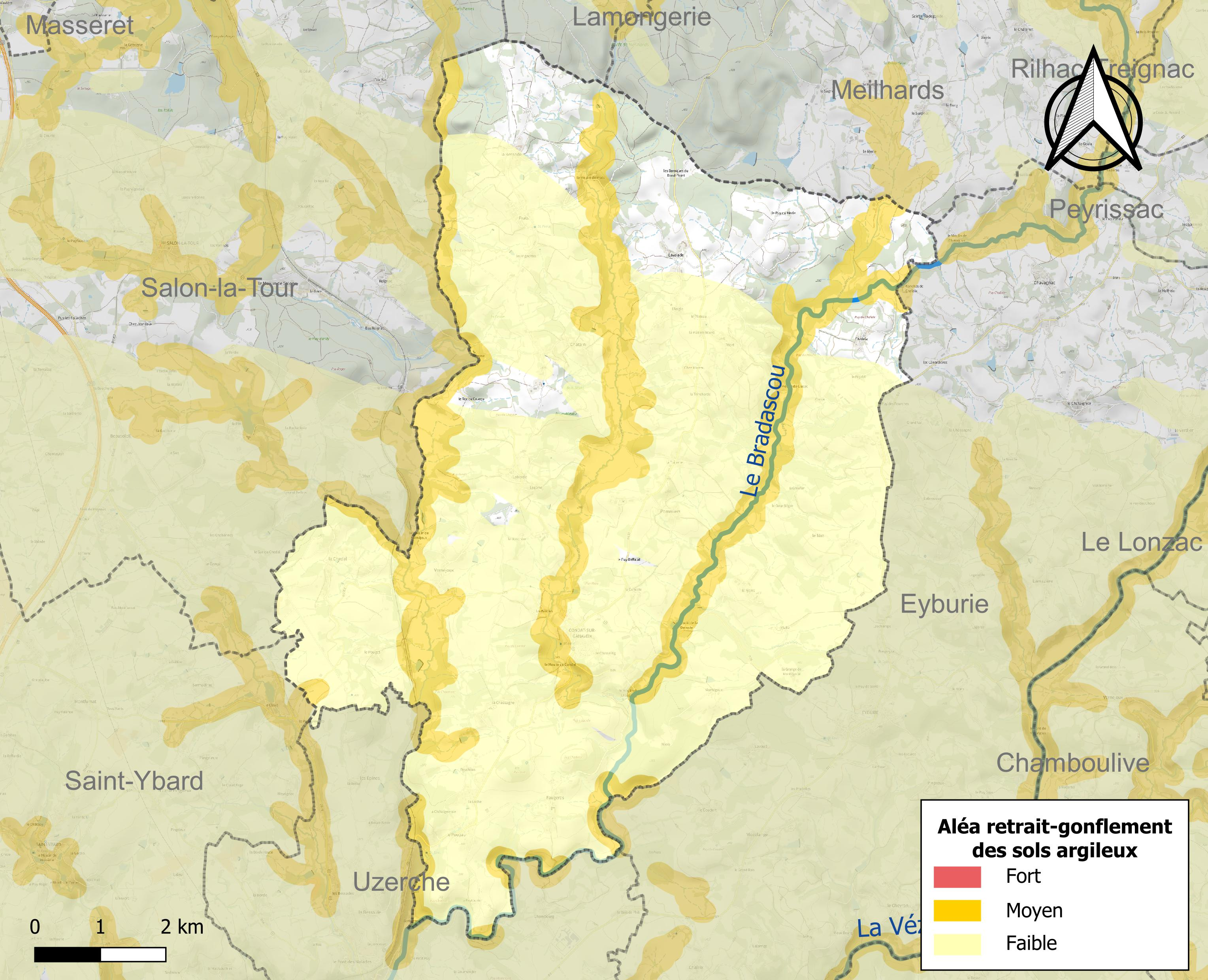
Carte des zones d'aléa retrait-gonflement des sols argileux de Condat-sur-Ganaveix.

Le retrait-gonflement des sols argileux est susceptible d'engendrer des dommages importants aux bâtiments en cas d’alternance de périodes de sécheresse et de pluie. 20,3 % de la superficie communale est en aléa moyen ou fort (26,8 % au niveau départemental et 48,5 % au niveau national). Sur les 436 bâtiments dénombrés sur la commune en 2019,  27 sont en aléa moyen ou fort, soit 6 %, à comparer aux 36 % au niveau départemental et 54 % au niveau national. Une cartographie de l'exposition du territoire national au retrait gonflement des sols argileux est disponible sur le site du BRGM,.
Concernant les feux de forêt, aucun plan de prévention des risques incendie de forêt (PPRIF) n’a été établi en Corrèze, néanmoins le code de l’urbanisme impose la prise en compte des risques dans les documents d’urbanisme. Le périmètre des servitudes d'utilité publique et des zones d'obligation légale de débroussaillement pour les particuliers est quant à lui défini pour la commune dans une carte dédiée.

#### Risques technologiques
Le risque de transport de matières dangereuses sur la commune est lié à sa traversée par une infrastructure ferroviaire. Un accident se produisant sur une telle infrastructure est susceptible d’avoir des effets graves sur les biens, les personnes ou l'environnement, selon la nature du matériau transporté. Des dispositions d’urbanisme peuvent être préconisées en conséquence.

#### Risque particulier
Dans plusieurs parties du territoire national, le radon, accumulé dans certains logements ou autres locaux, peut constituer une source significative d’exposition de la population aux rayonnements ionisants. Certaines communes du département sont concernées par le risque radon à un niveau plus ou moins élevé. Selon la classification de 2018, la commune de Condat-sur-Ganaveix est classée en zone 3, à savoir zone à potentiel radon significatif.

## Toponymie
Condat (1793), Condat-sur-Ganaveix (1919).
Le nom de Condat viendrait du mot condate, d’origine gauloise, signifiant confluent de deux cours d’eau, dont le Ganaveix,.
Le nom de la commune est Condat de Ganavés en occitan.

## Histoire
Le nom condate, devenu en gallo-romain Condatum, signifie confluent. Il est donc signe d’une implantation humaine très ancienne. Citée au cartulaire d’Uzerche vers 1073-1086, la paroisse s’est développée le long des interfluves séparant d’est en ouest le Bradascou, le Ganaveix et le ruisseau des Forges. Ces chemins de crête ou pouges permettent des relations avec Uzerche.
L’église est bâtie à un kilomètre du confluent. Dédiée à saint Saturnin de Brioude, c’est cependant saint Julien de Brioude qui en est aujourd’hui le patron.
La paroisse a toujours relevé, dans son intégralité, de la vicomté de Limoges, châtellenie de Masseret.
Siège d’un petit prieuré dépendant du monastère d’Uzerche, la cure reste jusqu’en 1761 à la nomination de l’abbaye avant de l’être de l’évêque de Limoges.
Les implantations seigneuriales y sont nombreuses mais de faible importance. Citons les Chenet (XIIIe siècle), les Lubersac (XIIIe siècle), les Lesbolière, les Léris, les Latour, les Chavailles et surtout au XVIIIe siècle les Green-de-Saint-Marsault.
Paroisse très rurale, sans route ni pont, à la veille de la Révolution, elle vit sans grandes secousses cette période troublée et atteint en 1846 sa population maximale (1803 habitants).
Le XIXe siècle voit son relatif désenclavement.
Ayant rénové au XIXe siècle le château de Faugeras, les Delort, d’origine uzerchoise, y créent un vaste ensemble foncier. La seule tentative d’industrialisation a lieu vers 1933 au village ouvrier du Pouyau. Il s’agit d’une fabrique de paillassons à partir du seigle local : les établissements Levanneur aujourd’hui disparus,.

## Politique et administration

### Découpage territorial

#### Commune et intercommunalités
Condat-sur-Ganaveix est membre de la communauté de communes du Pays d'Uzerche, qui est constituée de douze communes.

### Élections municipales et communautaires
La commune dispose d'un conseil municipal de 15 membres.

## Équipements et services publics

### Eau et déchets
Des conteneurs de tri sélectif sont accessibles sur la place du Foirail, au cœur du bourg de Condat-sur-Ganaveix.
La déchèterie la plus proche est celle d'Uzerche à 5,3 km.

### Enseignement
La commune est en regroupement inter-scolaire avec celle d'Eyburie : les enfants vont à l'école maternelle d'Eyburie, puis à l'école primaire publique de Condat-sur-Ganaveix. Ensuite, les élèves vont au collège Gaucelm-Faidit d'Uzerche. Les lycées les plus proches sont ceux de Brive-la-Gaillarde, et ceux de Tulle,.

### Santé
À Condat-sur-Ganaveix, il n'y a ni médecin ni infirmier. Les plus proches se trouvent à Uzerche à environ 5 km. Les centres hospitaliers les plus proches sont situés à Brive-la-Gaillarde (35 km), Tulle (30 km) et Limoges (60 km).

## Population et société

### Démographie

#### Évolution démographique
L'évolution du nombre d'habitants est connue à travers les recensements de la population effectués dans la commune depuis 1793. Pour les communes de moins de 10 000 habitants, une enquête de recensement portant sur toute la population est réalisée tous les cinq ans, les populations de référence des années intermédiaires étant quant à elles estimées par interpolation ou extrapolation. Pour la commune, le premier recensement exhaustif entrant dans le cadre du nouveau dispositif a été réalisé en 2006.

En 2022, la commune comptait 648 habitants, en évolution de −2,41 % par rapport à 2016 (Corrèze : −0,59 %, France hors Mayotte : +2,11 %).
| 1793  | 1800  | 1806  | 1821 | 1831  | 1836  | 1841  | 1846  | 1851  |
| ----- | ----- | ----- | ---- | ----- | ----- | ----- | ----- | ----- |
| 1 422 | 1 540 | 1 541 | 926  | 1 675 | 1 733 | 1 707 | 1 803 | 1 780 |

| 1856  | 1861  | 1866  | 1872  | 1876  | 1881  | 1886  | 1891  | 1896  |
| ----- | ----- | ----- | ----- | ----- | ----- | ----- | ----- | ----- |
| 1 665 | 1 603 | 1 675 | 1 433 | 1 539 | 1 594 | 1 746 | 1 688 | 1 747 |

| 1901  | 1906  | 1911  | 1921  | 1926  | 1931  | 1936  | 1946  | 1954  |
| ----- | ----- | ----- | ----- | ----- | ----- | ----- | ----- | ----- |
| 1 672 | 1 645 | 1 658 | 1 401 | 1 381 | 1 362 | 1 285 | 1 276 | 1 095 |

| 1962  | 1968 | 1975 | 1982 | 1990 | 1999 | 2006 | 2011 | 2016 |
| ----- | ---- | ---- | ---- | ---- | ---- | ---- | ---- | ---- |
| 1 009 | 922  | 815  | 726  | 678  | 631  | 658  | 637  | 664  |

| 2021 | 2022 | - | - | - | - | - | - | - |
| ---- | ---- | - | - | - | - | - | - | - |
| 662  | 648  | - | - | - | - | - | - | - |

Le maximum de la population a été atteint en 1846 avec 1 803 habitants.

#### Pyramide des âges
La population de la commune est relativement âgée.
En 2018, le taux de personnes d'un âge inférieur à 30 ans s'élève à 24,5 %, soit en dessous de la moyenne départementale (28,7 %). À l'inverse, le taux de personnes d'âge supérieur à 60 ans est de 36,2 % la même année, alors qu'il est de 34,7 % au niveau départemental.
En 2018, la commune comptait 371 hommes pour 311 femmes, soit un taux de 54,4 % d'hommes, largement supérieur au taux départemental (48,53 %).
Les pyramides des âges de la commune et du département s'établissent comme suit.
| Hommes | Classe d’âge | Femmes |
| ------ | ------------ | ------ |
| 0,8    | 90 ou +      | 1,3    |
| 11,2   | 75-89 ans    | 15,2   |
| 24,0   | 60-74 ans    | 19,9   |
| 22,3   | 45-59 ans    | 25,9   |
| 15,1   | 30-44 ans    | 15,9   |
| 12,3   | 15-29 ans    | 10,3   |
| 14,3   | 0-14 ans     | 11,6   |

| Hommes | Classe d’âge | Femmes |
| ------ | ------------ | ------ |
| 1,1    | 90 ou +      | 3      |
| 9,9    | 75-89 ans    | 13,5   |
| 21,2   | 60-74 ans    | 22,1   |
| 20,8   | 45-59 ans    | 19,8   |
| 16,1   | 30-44 ans    | 15,6   |
| 15,6   | 15-29 ans    | 12,5   |
| 15,2   | 0-14 ans     | 13,4   |

#### Superficie et population
Le village de Condat-sur-Ganaveix a une superficie de 3 752 ha et une population de 666 habitants[Quand ?], ce qui la classait[Quand ?] :
| Rang                    | Superficie | Population | Densité |
| ----------------------- | ---------- | ---------- | ------- |
| France                  | 2 228e     | 13 129e    | 27 672e |
| Limousin                | 101e       | 211e       | 379e    |
| Corrèze                 | 28e        | 75e        | 154e    |
| Arrondissement de Tulle | 11e        | 32e        | 56e     |
| Canton d'Uzerche        | 3e         | 3e         | 5e      |

### Manifestations culturelles et festivités

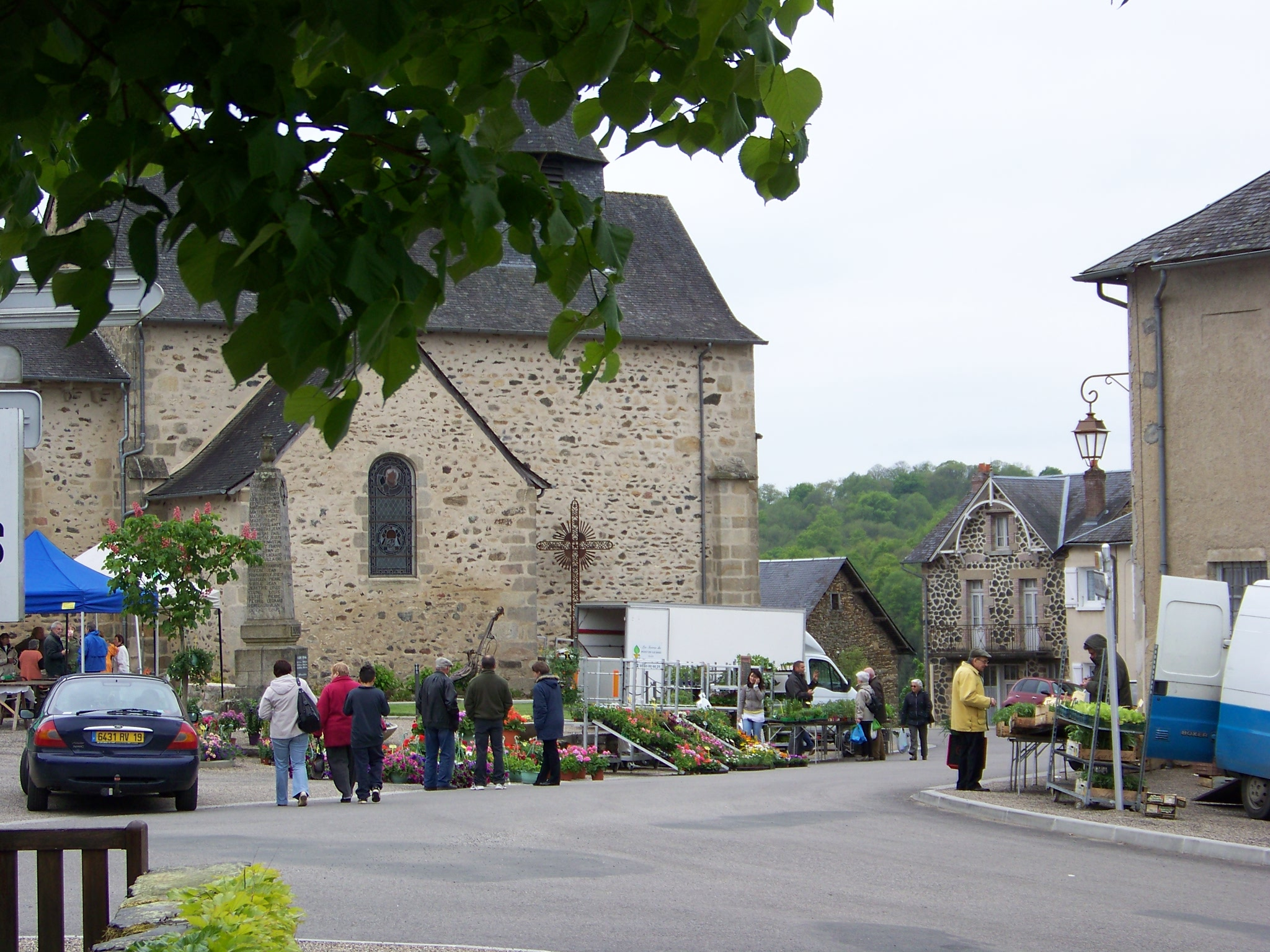
Animations à Condat-sur-Ganaveix.

Le dynamisme des associations assure de nombreuses animations culturelles et sportives tout au long de l’année.
La fête annuelle a lieu le dernier week-end d’août.

### Sports et loisirs
La randonnée de la forêt (9,5 km), au départ du lieu-dit  la Bessade vous permettra de découvrir tous les charmes de la nature condatoise.
Il existe également une association de gymnastique "Gym Loisirs" et une association équestre.

### Cultes
Pour le culte catholique, Condat-sur-Ganaveix dépend du diocèse de Tulle, et fait partie de l'ensemble inter-paroissial d'Uzerche-Vigeois : le doyenné de Moyenne Vézère.

## Économie
L’agriculture et plus précisément l’élevage de la race limousine, représente une part importante de l’économie locale.
La commune de Condat-sur-Ganaveix dispose d’un tissu économique très marqué par l’artisanat : couvreurs, entretien parc et jardins, caviste, cidrerie, plombier, graphiste.

### Revenus de la population et fiscalité
En 2008, le revenu fiscal médian par ménage était de 16 238,5 €, ce qui plaçait Condat-sur-Ganaveix au 21 006e rang  parmi les 31 604 communes de plus de 50 ménages en métropole.

### Population active
La population âgée de 15 à 64 ans s'élevait en 2007 à 409 personnes (369 en 1999), parmi lesquelles on comptait 64,9 % d'actifs dont 60,5 % ayant un emploi et 4,4 % de chômeurs.
Le taux d'activité en 2007 est de 31,7 % pour la tranche d'âge 15 - 24 ans, 86,2 % pour la tranche d'âge 25 - 54 ans, et 23,9 % pour la tranche d'âge 55 - 64 ans. En 2007, 61,9 % des hommes sont actifs pour 68,7 % des femmes.
En 2007, 39 % des actifs de 15 ans ou plus ayant un emploi et résidant dans la commune travaillaient à Condat-sur-Ganaveix, 53,4 % dans une autre commune de la Corrèze et 5,6 % dans un autre département de la région.

### La vache «Limousine»

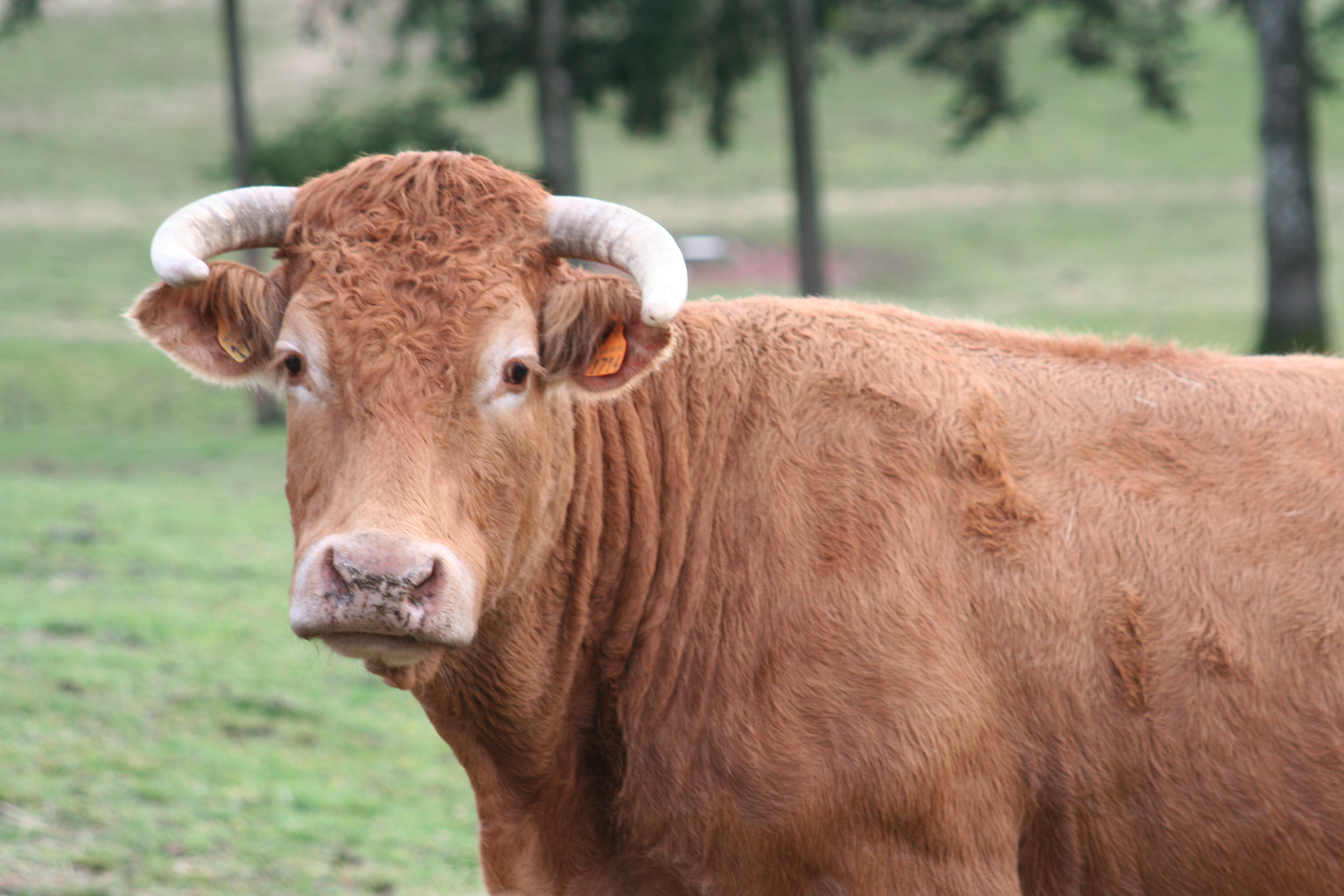
Vache limousine.

La Limousine est une race originaire de la région Limousin. La race Limousine est de couleur acajou, son poids varie entre 700 kg et 950 kg. Elle est principalement vouée à la production de viande.
Elle est remarquée dès le XVIIe siècle pour sa puissance musculaire. Au XIXe siècle, des essais de croisements ont été effectués sans succès, la sélection est donc la seule possibilité d'amélioration de la race. Le Registre généalogique, Herd-book limousin est alors constitué en novembre 1886.
Elle est reconnue pour être une race « équilibrée », qui conjugue à la fois des qualités maternelles avec des aptitudes bouchères tout à fait exceptionnelles. Elle offre un excellent rendement en viande maigre commercialisable, bien dotée en morceaux nobles.

## Culture locale et patrimoine

### Patrimoine oral
- Enregistrement audio de M. Jean Bertrand, conteur (I.E.O.Lemosin)

### Monuments

#### Travail à ferrer
Les bœufs et les animaux de trait est gardé en état, Place de la Poste.
Constitué de 4 poteaux verticaux assemblés par des traverses, il permet d’immobiliser l’animal que le maréchal-ferrant veut ferrer. À l’avant, une sorte de joug sert à maintenir la tête de la vache. La bête est à moitié soulevée par des sangles, les sous-ventrières, pendues au cadre. Des courroies la retiennent pendant le ferrage. Le maréchal-ferrant retire alors les fers usés et les clous. Il fixe sous les sabots de la bête de nouveaux fers rendus malléables sur la forge,.

#### Château de Faugeras
Cette propriété du XVIIIe siècle avec dépendances et parc accueille actuellement des personnes adultes handicapées (foyer de vie). Cette structure est gérée par l’Association de Faugeras.
Faugeras est mentionné dans les cartulaires d’Uzerche et de Vigeois en 977 et vers 996-1020.
En latin populaire, Faugeras filic-arias signifie ensemble de fougères.
En 1582, Pierre de Chavailles, lieutenant général à la sénéchaussée d’Uzerche est seigneur du lieu ; les terres ayant été rachetées à l’abbaye d’Uzerche.
C’est au XVIIIe s. que la famille Green de Saint-Marsault (le vicomte François-Germain sera le 1er maire de Condat) rachète le château aux de Chavailles. En 1789, la demeure est très délabrée, et finalement, elle est vendue en 1791 à la famille Delort qui la fait rebâtir (3 maires de Condat sont issus de cette famille),.

### Édifices religieux

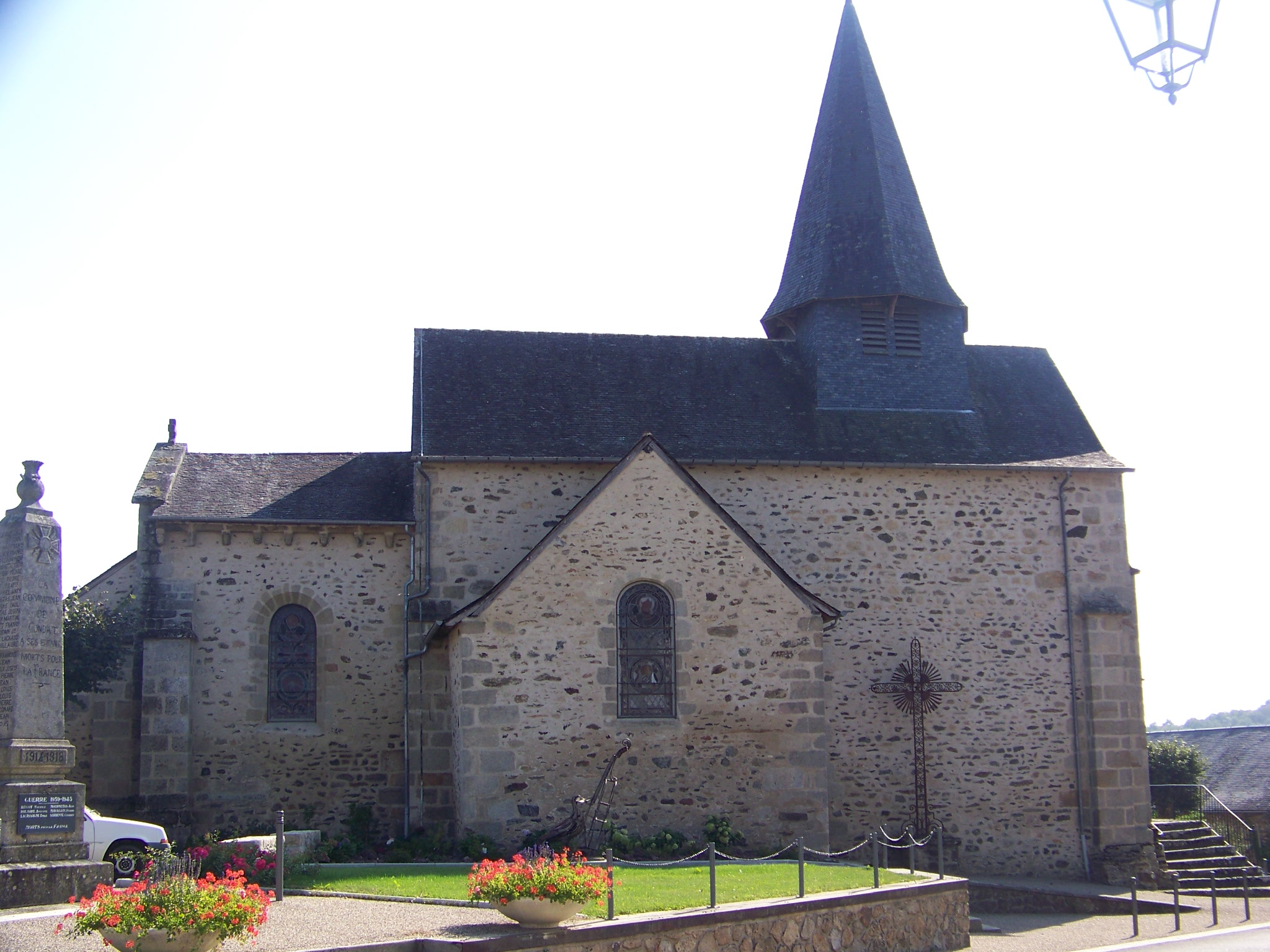
Église Saint Julien de Brioude.

#### ÉgliseSaint-Julien de Brioude
L’église Saint-Julien de Brioude est mentionnée par le cartulaire d’Uzerche vers 1073-86 où il est dit qu’Aimeline, sœur du vicomte de Limoges, donne à l’abbaye d’Uzerche la moitié de l’église et de ses revenus.
Les parties les plus anciennes datent de la fin du XIIe siècle.
Le portail est décoré d’une archivolte à colonnettes avec lobes à festons.
À l’intérieur, l’autel majeur et son retable (XVIIe et XVIIIe siècles) sont placés dans le chœur. Des statues de saint Julien et saint Roch, insérées dans des niches, cantonnent cet ensemble. Les autels et retables respectifs des chapelles latérales sont dédiés à la sainte Vierge et à saint Pierre. Ces 3 retables sont magnifiquement sculptés de colonnes torsadées décorées de vignes, de chapiteaux corinthiens, de putti, de patères…
La chapelle sud conserve encore son « banc de fabrique », où trônaient jadis les notables chargés d’administrer les biens de la paroisse.
Restaurée, cette église laisse apparaître une litre funéraire morcelée dans la nef et le chœur ; le plafond de la nef est en bois.
Jusqu’au XVIIe siècle, cet édifice est couvert de chaume.
L’autel majeur (18e) de l’église Saint-Julien de Brioude se trouve dans le chœur. Le retable qui est placé derrière n’est plus accolé à lui comme c’est le cas pour les 2 chapelles latérales.
Cet autel, en forme de tombeau, est en bois sculpté en bas-relief et haut-relief. Il est peint, polychrome et doré.
En façade, une galerie gothique de 10 apôtres nimbés est sculptée en haut-relief, avec un apôtre sur chaque côté de l’autel. Des fleurs de lys dorées sont peintes au-dessus de l’arcature,.

### Patrimoine naturel
Les paysages vallonnés font le charme de la commune et offrent de superbes points de vue sur le massif des Monédières.

### Personnalités liées à la commune
La famille d'Alizée Thévenet Middleton réside dans la commune.

### Héraldique
|  | D'azur à une étoile d'argent accompagnée de trois cœurs d'or. |